# Comines
För andra betydelser, se Comines (olika betydelser).
Comines är en kommun i departementet Nord i regionen Hauts-de-France i norra Frankrike. Kommunen ligger i kantonen Quesnoy-sur-Deûle som tillhör arrondissementet Lille. År 2022 hade Comines 12 649 invånare.

## Befolkningsutveckling
Antalet invånare i kommunen Comines
| Referens: INSEE |